# Carmen Villoro
Carmen Villoro Ruiz, född 24 oktober 1958 i Mexico City, är en mexikansk författare. Hon har skrivit mest essäer, poesi och skönlitteratur. Hennes litterära verk har i Mexiko blivit belönade med essäpriset FILIJ 1993 (Internationella mässan för barn och ungdomar). Som utbildad psykolog från Universidad Iberoamericana och psykoanalytiker från Asociación Psicoanalítica Mexicana (Mexikanska Psykoanalytiska Föreningen) bor Carmen Villoro i staden Guadalajara i delstaten Jalisco. Hon är medlem av Nationella konstnärssystemet (SNCA), del av Nationella rådet för kultur och konst i Mexiko (CONACULTA), och arbetar aktivt för att uppmuntra litteratur av mexikanska kvinnor.
Poesiboken Jugo de naranja (2000, 'Apelsinjos') översättes till franska år 2017. Hon gjorde valet av dikter för antologin Mujeres que besan y tiemblan (1999, 'Kvinnor som kysser och darrar').

## Biografi och litterära verk
Carmen Villoro växte upp med sin familj i en akademisk och kulturell miljö präglad av ättlingar från intellektuella emigranter från Francos regim. Hennes föräldrar är Estela Ruiz Milán, lärare i språk och spansk litteratur och doktor i psykologi som har skrivit en biografisk bok om August Strindberg, och Luis Villoro som var en erkänd filosof. Hon genomförde sina universitetsstudier i Mexiko City och studerade där psykologi på Universidad Iberoamericana. Dessutom har hon deltagit i poesi-workshops hos Juan Baňuelos (UNAM, 1975), Raúl Renón (INBA, 1984) och Vicente Quirarte (INBA, 1984. FONCA, 1990). Efter psykologistudierna studerade Villoro psykoanalys hos APM (Mexikanska Psykoanalytiska Föreningen). 

### Första publikationer
På 1980-talet fick Villoro två stipendier, där det första var INBA/FONAPAS poesistipendium 1984. Det andra, 1989, var ett talangstipendium utdelat av FONCA. Från den här tiden är Carmen Villoros poesiböcker Barcos de papel (1986, 'Pappersbåtar'), Que no se vaya el viento (1990, 'Att vinden inte går'),  Delfín desde el principio (1993, 'Delfin från början') och Herida luz (1995, 'Sårat ljus'). Hon har också skrivit barnböckerna La media luna (1993, 'Halvmånen') och Amarina y el viejo Pesadilla y otros cuentos (1994, 'Amarina och den gamle Mardrömmen och andra berättelser'). I prosaform har Villoro givit ut böckerna El oficio de amar (1996, 'Bana väg för älskande') och El habitante (1997, 'Invånaren'). Hennes samling av poesi i antologin Mujeres que besan y tiemblan (1999, 'Kvinnor som kysser och darrar') nämns ofta som ett exempel på kvinnlig mexikansk litteratur. 

### Författarens produktion och journalistik
Den litterära kvalitén hos kvinnliga romanförfattare och novellsamlingar i Mexiko har ökat sedan millennieskiftet, och bland dessa sticker denna författare ut. Carmen Villoro har varit workshop-samordnare för flera poesi- och barnbokshistorier. Hennes poesi förekommer i antologier från Colombia, Mexiko, Spanien, Italien, USA, Paraguay och Venezuela. År 2000 publicerade Villoro den lyriskt inriktade prosaboken Jugo de naranja ('Apelsinjos') som är hennes enda verk som översatts till ett annat språk. Den gavs 2017 ut på franska under titeln Jus d'orange. 
Författarens poesiutgåvor efter år 2000 är En un lugar geométrico (2001, 'På en geometrisk plats'), Marcador final (2002, 'Slutresultat'), Obra negra (2002, 'Husets stomme') och El tiempo alguna vez (2004, 'Tiden någonsin'). Papalote, papelito (2004, 'Pappersdrake, papperslapp') som är ett poesibok för barn. År 2008 publicerades en utökad nyutgåva av Jugo de naranja. Tre år senare kom antologin Espiga antes del viento (2011, 'Ax före vinden').
Den mexikanska poetissan har bidragit till Acento, den mexikanska dagstidningen La Voz de Michoacáns kulturbilaga, samt till tidningarna Público de Jalisco och Siglo Veintiuno (den sistnämnda utgiven i Guatemala). Under flera års tid ledde författaren kulturtidningen Tragaluz.

### Senare publikationer
Carmen Villoros publicerade prosa efter 2010 är La algarabía de la palabra escrita (2012, 'Det stojande skriftliga ordet'). Tio år efter av hennes senaste diktsamling publicerade hon 2018 Liquidámbar, som hon skrivit som en dialog med hennes far, filosofen Luis Villoro.

## Priser och utmärkelser
- 1984 – INBA/FONAPAS, poesistipendium
- 1989 – FONCA, poesistipendium i kategorin Unga skapare
- 1990 – FONCA, poesistipendium i kategorin Unga skapare
- 1993 – FILIJ, Essäpriset och Skönlitteraturpriset
- 1998 – FECA, stipendium i kategorin Författare med karriär
- 1998 – Jaliscos Turistdepartement, Conte-poesipriset
- 2010 – Grupo Promomedios, pris åt en kvinnlig litterär gestalt
- 2018 – UAQ, Hugo Gutierrez Vega-priset[9]

### Poesi
- 1990 – Que no se vaya el viento
- 1993 – Delfín desde el principio
- 1995 – Herida luz
- 2001 – En un lugar geométrico
- 2004 – Marcador final
- 2006 – Obra negra
- 2018 – Liquidámbar

#### Poesi publicerade med andra författare
- 1986 – Por la piel
- 2010 – País de sombra y fuego

### Antologier
- 2004 – El tiempo alguna vez
- 2012 – La algarabía de la palabra escrita

### Prosa
- 1997 – El oficio de amar
- 1997 – El habitante
- 1999 – Mujeres que besan y tiemblan
- 2000 – Jugo de naranja
  - 2017 – Jus d'orange (på franska), Écrits des Forges

#### Prosa publicerade med andra författare
- 2006 – Saque de meta

### Barnböcker
- 1994 – La media luna
- 1994 – Amarina y el viejo Pesadilla
  - 1996 – Amarina y el viejo Pesadilla y otros cuentos (barnboksantologi, Colombia)
- 2004 – Papalote, papelito

## Ljud- och scenproduktion
- 2008 – Encuentro de claridades (teater)
- 2012 – Letras mexicanas en voz de sus autores. Carmen Villoro